# Lignite du Haut-Doubs

Localisation du gisement sur la carte des bassins houillers français.

Localisation du lignite en Franche-Comté.

Le lignite du Haut-Doubs est exploité de façon très artisanale et intermittente entre la fin du XVIIIe siècle et 1946, principalement dans la mine du Grand-Denis située à Flangebouche (département du Doubs).
Le gisement se prolonge dans la Bresse où il fait l'objet d'une demande de concession au milieu du XIXe siècle.

## Géologie
Le lignite est daté du Purbeckien, soit environ -145 millions d'années. Il présente des troncs d'arbres complets dans sa structure. Le gisement du Grand-Denis forme un « V » dû au soulèvement des Alpes, son épaisseur maximale est de 15 mètres.
Le gisement voisin de la Bresse du Jura présente les mêmes caractéristiques, possède un aspect fibreux, lisse et brillant, tantôt brun, tantôt noir. L’amas découvert possède une épaisseur maximale de 14 mètres. Ce lignite possède une densité de 750 kg/m3 qui baisse à 720 kg/m3 une fois séché. Son pouvoir calorifique est de « 5 000 calories par kg » (20,9 MJ par kg).

## Mine du Grand-Denis
La mine du Grand-Denis est exploitée sur la commune de Flangebouche à partir de 1780. En 1804, Alexandre Besson obtient la concession de 63 ha qu'il exploite jusqu'à sa mort en 1826.
Vers 1845, la mine du Grand-Denis est étendue pour alimenter une nouvelle tuilerie mécanisée actionnée par une machine à vapeur de 12 ch. 
L'exploitation se fait par intermittence jusqu’en 1946.

## Autres gisements
D'autres affleurements existent dans le Haut-Doubs : Morteau, Montbenoît (« Oyes de Montbenoît ») et Les Fins (« Clos Pichot »). Ces gisements sont très brièvement exploités, parfois par des petits puits de mine avant 1844.
Un gisement similaire est découvert en 1855 dans la Bresse du Jura, entre les villages d'Orbagna et de Sainte-Agnès. Il s’agirait d'un gisement peu profond et assez étendu qui fait l'objet d'une demande de concession accordée le 24 mai 1859 sur 270 ha. Testé dans l'usine de gaz de Lons-le-Saunier, il est jugé de trop mauvaise qualité et aucune exploitation n'a lieu.